# Thibaut de Maisières
Thibaut en Thibaut de Maisières is een Belgisch adellijk huis.

## Genealogie
- Charles-Victor Thibaut (1811-1892), burgemeester van Achêne, x Françoise de Coppin de Falaën (1813-1897)
  - François-Xavier Thibaut (zie hierna)
  - Victor Thibaut (1849-1942), x Adelaïde Capelle (1855-1888)
    - Charles Thibaut (1881-1974), x Madeleine Ravelli (1886-1958)
      - René Thibaut de Maisières (zie hierna)

    - Thomas Thibaut (2004-vandaag)

## François-Xavier Thibaut
- François-Xavier Charles Marie Thibaut (Achêne, 9 april 1843 - Jambes, 14 februari 1911) werd bestendig afgevaardigde voor de provincieraad van Namen. Hij trouwde in Namen in 1871 met de notarisdochter Elvire Eloin (1839-1902) en ze kregen zeven kinderen. In 1906 werd hij opgenomen in de Belgische erfelijke adel. De meeste van de kinderen, of zo niet de kleinkinderen, kregen in 1928 of 1929 vergunning om de Maisières aan de familienaam toe te voegen.
  - Paul Thibaut (1872-1950), advocaat en notaris in Florennes; trouwde in 1895 in Rhisnes met Gabrielle Bosquet (1875-1968), dochter van de burgemeester van Rhisnes. Ze kregen zes kinderen, met afstammelingen tot heden.
    - Jean Thibaut de Maisières (1900-1954); trouwde in 1932 in Brussel met Gisèle van den Branden de Reeth (1904-1997), met afstammelingen tot heden.
    - Marie-Antoinette Thibaut (1913-1952); trouwde in 1933 in Namen met Walpart de la Kethulle de Ryhove (1904-1981), advocaat, gemeenteraadslid van Leopoldstad, consul van Griekenland en substituut-procureur des Konings in Brussel. Ze kregen vier kinderen, met afstammelingen tot heden.

  - Henri Thibaut (1874-1907); trouwde in 1899 in Sint-Joost-ten-Node met Thila Sauveur (1874-1960), dochter van Maurice Sauveur, secretaris-generaal bij het ministerie van Binnenlandse Zaken. Ze kregen drie kinderen, met afstammelingen tot heden.
    - Albert Thibaut de Maisières (1898-1973); trouwde in 1928 in Etterbeek met Marthe van der Dussen de Kestergat (1983-1983). Ze kregen drie kinderen, met afstammelingen tot heden.

  - André Thibaut de Maisières (1875-1940), gemeenteraadslid in Jambe, rechter bij de rechtbank van eerste aanleg in Namen; trouwde in 1917 in Luik met Gilberte Fréson (1891-1967). Ze kregen zes kinderen, met afstammelingen tot heden.
  - Maurice Thibaut (1876-1926); trouwde in 1900 in Luik met Hélène Vanlair (1877-1956), dochter van hoogleraar Constant Vanlair. Ze kregen twee kinderen, met afstammelingen tot heden.
    - Robert Thibaut de Maisières (1901-1979); trouwde in 1926 in Luik met Marthe Vandenbosch Sanchez de Aguilar (1907-1983). Ze kregen drie kinderen, met afstammelingen tot heden.

  - Marguerite Thibaut de Maisières (1877-1936); trouwde in 1899 in Jambe met Ferdinand de Wasseige (1873-1959), kleinzoon van politicus Armand Wasseige. Ze kregen negen kinderen, met afstammelingen tot heden.
  - Louise Thibaut de Maisières (1880-1947); trouwde in 1904 met Arthur Regout (1875-1950), zoon van ondernemer en politicus Eugène Regout. Ze kregen negen kinderen, met afstammelingen tot heden.
  - Armand Thibaut de Maisières (1881-1951); trouwde in 1910 in Luik met Marie-Louise Schmidt (1888-1968). Ze kregen zes kinderen, met afstammelingen tot heden.
    - Gilbert Thibaut de Maisières (1914-2001); trouwde in 1946 in Brussel met Jacqueline de la Barre d'Erquelinnes (1918-1971). Hij hertrouwde in 1976 in Sint-Pieters-Woluwe met Elizabeth Bowling-Harvey (1925-1992). Uit het eerste huwelijk kreeg hij vijf kinderen met afstammelingen tot heden. Tijdens de Tweede Wereldoorlog werd hij als officier opgepakt en ontvluchtte hij vijfmaal uit het gevangenenkamp. Hij werd generaal-majoor en stafchef bij de prinsen van Luik. In 1984 kreeg hij de persoonlijke titel van baron, in 1986 uitgebreid tot een overdraagbare titel bij eerstgeboorte.
    - François Thibaut de Maisières (1915-1978), priester, trappist in de abdij van Orval.
    - Jacqueline Thibaut de Maisières (1920-2007), lid van het Belgisch Verzet; trouwde in 1979 in Brussel met politicus Etienne de la Vallée Poussin.

## René Thibaut de Maisières
- René Marie Ghislain Jean Eugène Thibaut de Maisières (Namen, 27 november 1912 - Mettet, 10 juli 2008) was een zoon van Ghislain Charles. Hij kreeg in 1938 vergunning om de Maisières aan de familienaam toe te voegen en die in 1974 opname in de Belgische erfelijke adel verkreeg, maar overleed vooraleer de open brieven te kunnen lichten. René, tijdens de oorlog lid van het Geheim Leger, werd op zijn beurt in de erfelijke adel opgenomen in 1976. Hij trouwde in 1939 in Horion-Hozémont met Claire de Grady de Horion (1920-1996). Ze kregen zes kinderen, met afstammelingen tot heden.
  - Charles Thibaut de Maisières (1944- ), admiraal van de Belgische Zeemacht, vleugeladjudant van de koning. Hij trouwde in Ukkel in 1968 met Marie-Isabelle Carton de Tournai (1948- ), kleindochter van premier Joseph Pholien, met afstammelingen tot heden.